# UTC+3

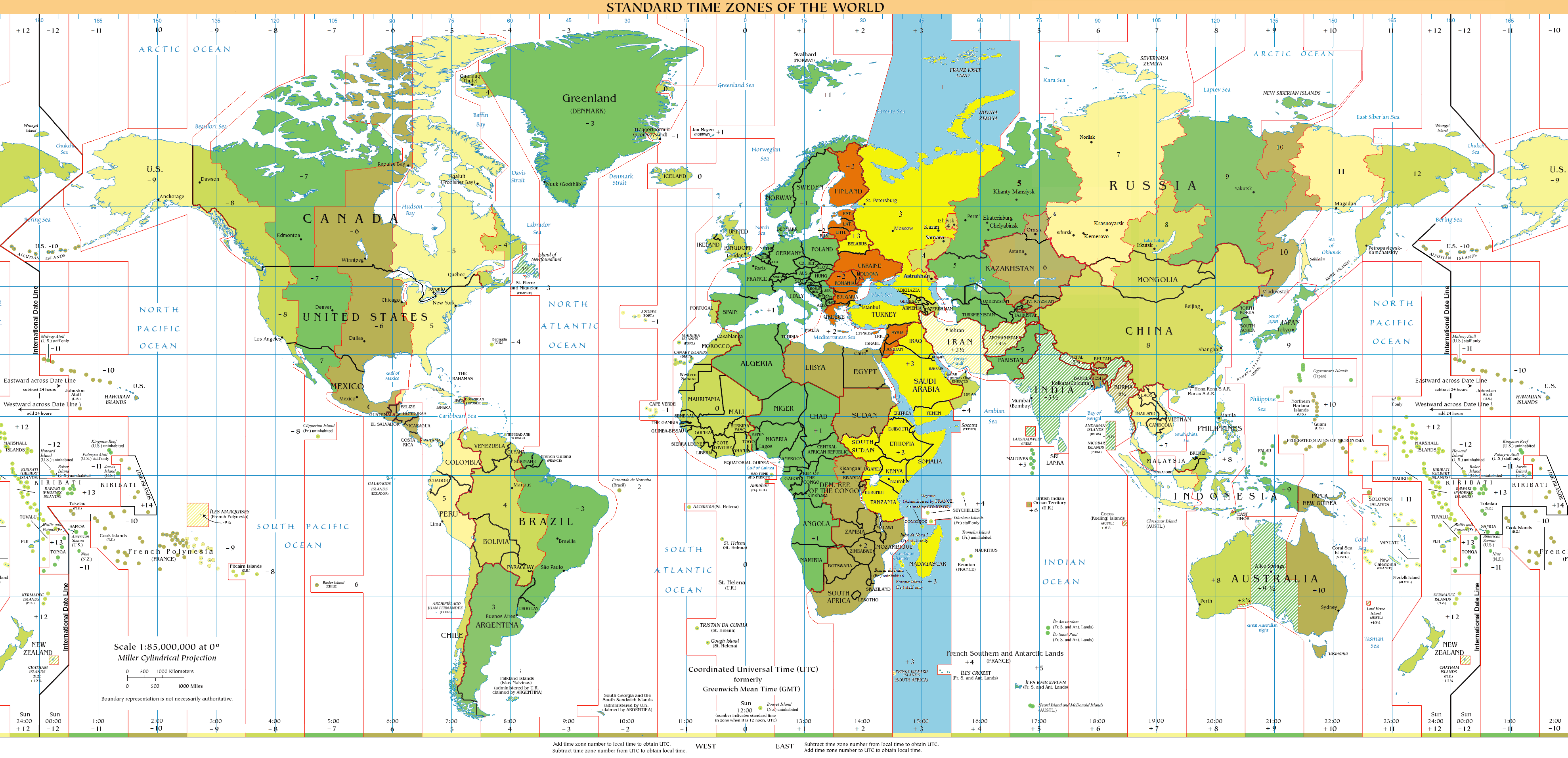
UTC+3 на мапі часових поясів світу:
яскраво жовтий — зона UTC+3 увесь рік (Московський час, Східноафриканський час);
блакитний — зона UTC+3 в океанах;
червоний — східноєвропейський час влітку у Північній півкулі (EEST, або зона UTC+3 в період квітень-жовтень)

UTC+3 — третій часовий пояс. Його центральним меридіаном є 45° сх.д., відповідно, межами на заході є 37,5° сх.д, а на сході 52,5°. Географічно охоплює Східну Європу, Кавказ, Близький Схід та Східну Африку. Однак використання часу цього поясу подекуди відрізняється. Літній Київський час та час в Україні розпочинається в останню неділю березня о 3 годині. 
У навігації позначається латинською літерою «C» («Часова зона Чарлі»).

## Назви часового поясу зі зміщенням UTC+3
- Далекосхідноєвропейський час (FET) або мінський час
- Московський час Росії (MSK)
- Турецький час (TRT)
- Аравійський час (AST)
- Ізраїльський літній час (IDT)
- Східноафриканський час (EAT)
- Східноєвропейський літній час (EEST)
  - Київський час влітку (квітень—жовтень)

## Використання

### Постійно впродовж року
- Бахрейн
- Білорусь[3]
- Джибуті
- Еритрея
- Ефіопія
- Ємен
- Ірак
- Йорданія
- Катар
- Кенія
- Коморські Острови
- Кувейт
- Мадагаскар
- ПАР — част.:
  - острови Принца Едуарда
- Росія — частини:
  - Адигея
  - Дагестан
  - Інгушетія
  - Кабардино-Балкарія
  - Калмикія
  - Карачаєво-Черкесія
  - Карелія
  - Комі
  - Марій Ел
  - Мордовія
  - Північна Осетія
  - Татарстан
  - Чечня
  - Чувашія
  - Краснодарський край
  - Ставропольський край
  - Архангельська область
  - Бєлгородська область
  - Брянська область
  - Владимирська область
  - Вологодська область
  - Воронезька область
  - Івановська область
  - Калузька область
  - Кіровська область
  - Костромська область
  - Курська область
  - Ленінградська область
  - Липецька область
  - Московська область
  - Мурманська область
  - Нижньогородська область
  - Новгородська область
  - Орловська область
  - Пензенська область
  - Псковська область
  - Ростовська область
  - Рязанська область
  - Смоленська область
  - Тамбовська область
  - Тверська область
  - Тульська область
  - Ярославська область
  - Москва
  - Санкт-Петербург.
- Саудівська Аравія
- Сирія
- Сомалі
- Танзанія
- Туреччина
- Уганда
- Україна — окуповані території:
  - АР Крим
  - Севастополь
  - частини Донецької, Запорізької, Луганської та Херсонської областей
- Франція — част.:
  -  Майотта
  -  Французькі Південні і Антарктичні Території — част.:
    - Розсіяні острови в Індійському океані
- Японія
  - Дослідницькі станції в Антарктиці

### З переходом налітній час
зараз не використовується

### Яклітній час
- Болгарія
- Греція
- Естонія
- Єгипет
- Ізраїль, в тому числі:
  -  Палестина
- Кіпр, в тому числі:
  -  Північний Кіпр
- Єгипет
- Йорданія[4]
- Латвія
- Литва
- Ліван
- Молдова, в тому числі:
  -  Придністров'я
- Румунія
- Сирія
- Україна
- Фінляндія, в тому числі:
  -  Аландські острови

## Історія використання
Додатково час зони UTC+3 використовувався:

### Як стандартний час
- Азербайджан — (1924—1957, 1991—1992)
- Вірменія — (1924—1957, 1991—1995)
- Грузія — (1924—1957, 1991—1994, 2004—2005)
- Естонія — (1940—1941, 1944—1989)
- Латвія — (1940—1941, 1944—1989)
- Литва — (1940—1941, 1944—1989)
- Молдова — (1940—1941, 1944—1990)
- Південний Судан (15 січня 2000 - 31 січня 2021)
- Росія
  - Адигея
  - Дагестан
  - Інгушетія
  - Кабардино-Балкарія
  - Калмикія
  - Карачаєво-Черкесія
  - Карелія
  - Комі
  - Марій Ел
  - Мордовія
  - Північна Осетія
  - Татарстан
  - Республіка Удмуртія
  - Чечня
  - Чувашія
  - Краснодарський край
  - Ставропольський край
  - Архангельська область
  - Астраханська область
  - Бєлгородська область
  - Брянська область
  - Владимирська область
  - Волгоградська область (до 28.10. 2018)
  - Вологодська область
  - Воронезька область
  - Івановська область
  - Калінінградська область — (1945—1989, 2011—2014)
  - Калузька область
  - Кіровська область
  - Костромська область
  - Курська область
  - Ленінградська область
  - Липецька область
  - Московська область
  - Мурманська область
  - Нижньогородська область
  - Новгородська область
  - Орловська область
  - Пензенська область
  - Псковська область
  - Ростовська область
  - Рязанська область
  - Самарська область
  - Саратовська область
  - Смоленська область
  - Тамбовська область
  - Тверська область
  - Тульська область
  - Ульяновська область
  - Ярославська область
  - Москва
  - Санкт-Петербург
- Судан (15 січня 2000 - 31 жовтня 2017)
- Туреччина — (1978—1985, з 2016)
- Україна — (1930—1941, 1943—1 липня 1990)

### Яклітній час
- Білорусь[3]
- Ботсвана
- Єгипет
- Намібія
- Німеччина
- ПАР
- Південний Судан
- Польща
- Росія
  - Адигея
  - Дагестан
  - Інгушетія
  - Кабардино-Балкарія
  - Калмикія
  - Карачаєво-Черкесія
  - Карелія
  - Комі
  - Марій Ел
  - Мордовія
  - Північна Осетія
  - Татарстан
  - Республіка Удмуртія
  - Чечня
  - Чувашія
  - Краснодарський край
  - Ставропольський край
  - Архангельська область
  - Астраханська область
  - Бєлгородська область
  - Брянська область
  - Владимирська область
  - Волгоградська область
  - Вологодська область
  - Воронезька область
  - Івановська область
  - Калінінградська область
  - Калузька область
  - Кіровська область
  - Костромська область
  - Курська область
  - Ленінградська область
  - Липецька область
  - Московська область
  - Мурманська область
  - Нижньогородська область
  - Новгородська область
  - Орловська область
  - Пензенська область
  - Псковська область
  - Ростовська область
  - Рязанська область
  - Самарська область
  - Саратовська область
  - Смоленська область
  - Тамбовська область
  - Тверська область
  - Тульська область
  - Ульяновська область
  - Ярославська область
  - Москва
  - Санкт-Петербург.
- Судан
- Туреччина